# Södra Hestra socken
Södra Hestra socken i Småland ingick i Västbo härad, ingår sedan 1971 i Gislaveds kommun och motsvarar från 2016 Södra Hestra distrikt.
Socknens areal är 97,07 kvadratkilometer, varav land 92,82. År 2000 fanns här 812 invånare. Tätorten Broaryd med kyrkbyn Södra Hestra och sockenkyrkan Södra Hestra kyrka ligger i socknen. 

## Administrativ historik
Södra Hestra socken har medeltida ursprung. Före den 1 januari 1886 (ändring enligt beslut den 17 april 1885) var namnet Hestra socken.
Vid kommunreformen 1862 övergick socknens ansvar för de kyrkliga frågorna till Södra Hestra församling och för de borgerliga frågorna till Södra Hestra landskommun.  Landskommunen inkorporerades 1952 i Burseryds landskommun, som sedan 1974 uppgick i Gislaveds kommun. Församlingen uppgick 2014 i Burseryds församling. 
1 januari 2016 inrättades distriktet Södra Hestra, med samma omfattning som församlingen hade 1999/2000. 
Socknen har tillhört samma fögderier och domsagor som Västbo härad. De indelta soldaterna tillhörde Jönköpings regemente, Södra Västbo kompani.

## Geografi
Södra Hestra socken ligger nära Hallands och Västgötagränsen och genomflytes av biflödena till Nissan, Väster- och Österåarna. Socknen är en småkuperad sjö- och mossrik skogsbygd. De största insjöarna är Örsjön och Högshultasjön.
En sätesgård var Samseryds säteri.

## Fornminnen
Åtta stenåldersboplatser och en hällkista, 25 gravrösen från bronsåldern finns här.

## Befolkningsutveckling
Befolkningen ökade från 857 1810 till 1 422 1880 varefter den minskade med någon variation till 867 1990.

## Namnet
Namnet (1311 Esträ), taget från kyrkbyn, är bildat från ordet hester med omstridd innebörd, eventuellt lågskog.
Socknens namn var före 1 januari 1886 Hestra socken.